# Zuydcoote

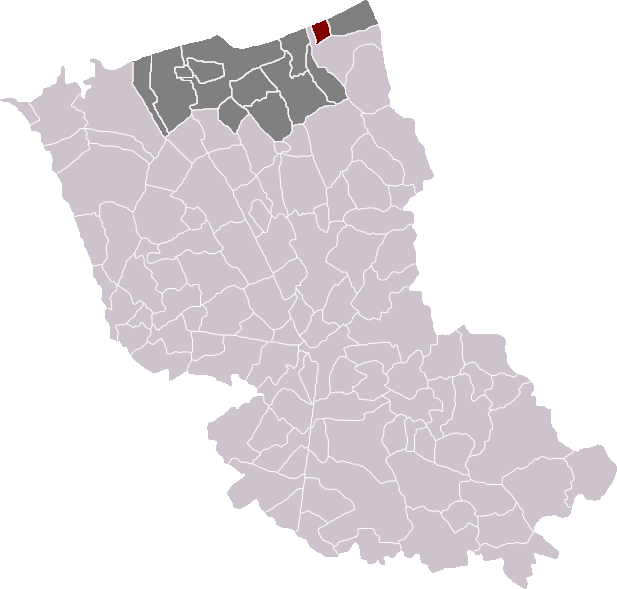
Localització de Zuydcoote

Zuydcoote (en neerlandès Zuidkote, en flamenc occidental Zuudkote) és un municipi francès, situat a la regió dels Alts de França, al departament del Nord, que forma part de la Westhoek. L'any 2006 tenia 1.171 habitants. Limita amb Bray-Dunes i Ghyvelde.

## Demografia
| Evolució de la població |      |      |      |      |      |      |      |      |
| 1793                    | 1800 | 1806 | 1821 | 1831 | 1836 | 1841 | 1846 | 1851 |
| -                       | 173  | -    | -    | -    | -    | -    | -    | 305  |

| 1856 | 1861 | 1866 | 1872 | 1876 | 1881 | 1886 | 1891 | 1896 |
| ---- | ---- | ---- | ---- | ---- | ---- | ---- | ---- | ---- |
| -    | -    | -    | -    | -    | -    | -    | -    | -    |

| 1901 | 1906 | 1911 | 1921 | 1926 | 1931 | 1936 | 1946 | 1954 |
| ---- | ---- | ---- | ---- | ---- | ---- | ---- | ---- | ---- |
| 431  | -    | 1039 | 1405 | -    | 1721 | -    | 390  | 1140 |

| 1962 | 1968 | 1975 | 1982 | 1990 | 1999 | 2006 | 2011 | 2016 |
| ---- | ---- | ---- | ---- | ---- | ---- | ---- | ---- | ---- |
| 1002 | 1029 | 1115 | 1321 | 1617 | 1578 | -    | -    | -    |

| 2019 | - | - | - | - | - | - | - | - |
| ---- | - | - | - | - | - | - | - | - |
| -    | - | - | - | - | - | - | - | - |

## Administració
| Període   | Identitat           | Partit        |
| --------- | ------------------- | ------------- |
| 1925-1935 | Emile Deswarte      |               |
| 1935-1953 | Eugène Pollefoort   | Divers droite |
| 1953-1971 | Constance Verwaerde | Divers gauche |
| 1971-1989 | Pierre Lamstaes     | Divers droite |
| 1989-2005 | Daniel Vanhove      | PS            |
| 2005-2008 | Philippe Defurnes   | PS            |
| 2008-     | Paul Christophe     | Divers droite |

## Personatges il·lustres
- Robert Noote, historiador